# Československá basketbalová liga 1950/1951
Československá basketbalová státní liga 1950/1951 byla v Československu nejvyšší ligovou basketbalovou soutěží mužů, v ročníku ligy hrálo 13 družstev, z toho 4 ze Slovenska. V lize se úředním rozhodnutím stal třináctým týmem Armádní tělovýchovný klub (ATK) Praha. Titul  mistra Československa získal Sokol Brno I., Sparta Praha skončila na 2. místě a Sokol Žižkov na 3. místě.
Konečné pořadí  1950/1951:
1. Sokol Brno I. (mistr Československa 1950/51) – 2. Bratrství Sparta Praha – 3. Sokol Žižkov Praha – 4. NV Bratislava – 5. VŠ Bratislava – 6. ATK Praha – 7. Zbrojovka Židenice Brno – 8. ČSD Kolín – 9. Dynamo Košice – 10. Železničáři Praha – 11. Dynamo Slavia Praha – 12. Staropramen Praha – 13. Kovo Petržalka Bratislava

## Systém soutěže
- Všech třináct družstev dvoukolově každý s každým (zápasy doma – venku), každé družstvo 24 zápasů.
- V níže uvedených tabulkách ve sloupci označeném "N" je počet zápasů, které u družstva skončily nerozhodně.

## Československá basketbalová státní liga 1950/1951
| Poř. | Tým                       | Z  | V  | P  | N | Skóre    | Body |
| ---- | ------------------------- | -- | -- | -- | - | -------- | ---- |
| 1.   | Sokol Brno I.             | 24 | 21 | 3  | 0 | 1392:911 | 42   |
| 2.   | Bratrství Sparta Praha    | 24 | 20 | 4  | 0 | 1241:840 | 40   |
| 3.   | Sokol Žižkov              | 24 | 19 | 4  | 1 | 1170:865 | 39   |
| 4.   | NV Bratislava             | 24 | 19 | 5  | 0 | 1182:965 | 38   |
| 5.   | VŠ Bratislava             | 24 | 16 | 7  | 1 | 1152:995 | 33   |
| 6.   | ATK Praha                 | 24 | 16 | 8  | 0 | 1175:965 | 32   |
| 7.   | Zbrojovka Židenice Brno   | 24 | 11 | 12 | 1 | 843:936  | 23   |
| 8.   | ČSD Kolín                 | 24 | 9  | 15 | 0 | 976:1127 | 14   |
| 9.   | Dynamo Košice             | 24 | 6  | 16 | 2 | 829:1106 | 14   |
| 10.  | Železničáři Praha         | 24 | 5  | 18 | 1 | 890:1141 | 11   |
| 11.  | Dynamo Slavia Praha       | 24 | 5  | 19 | 0 | 885:1098 | 10   |
| 12.  | Staropramen Praha         | 24 | 4  | 20 | 0 | 853:1232 | 8    |
| 13.  | Kovo Petržalka Bratislava | 24 | 2  | 22 | 0 | 878:1387 | 4    |

## Sestavy (hráči, trenéři) 1950/1951
- Sokol Brno I.: Ivo Mrázek, Jan Kozák, Lubomír Kolář, Zdeněk Bobrovský, Radoslav Sís,  Miloš Nebuchla, Stanislav Vykydal, Miroslav Dostál, Helan, Grulich. Trenér L. Polcar
- Sparta Praha: Jindřich Kinský, Jiří Baumruk, Miloslav Kodl, Jiří Matoušek, Miroslav Baumruk, Vančura. Trenér Lubomír Bednář
- Sokol Žižkov: Jaroslav Šíp, Josef Toms, Skronský, Franc, Kocourek, Adamíra.
- NV Bratislava: Eugen Horniak, Miloš Bobocký, Gustáv Herrmann, Rudolf Stanček, Tiso, Mihál, Mašek, Filkus, Cimra, Nikodým, Moštenan.
- VŠ Bratislava: Zoltán Krenický, Justin Zemaník, Jozef Kukura, Jozef Kalina, Kluvánek, Kubas, Štěpánek, Daňo, Lukáč, M. Horniak, Biermann.
- ATK Praha: Josef Ezr, Karel Bělohradský, Miroslav Škeřík, Josef Křepela, Ján Hluchý, Rudolf Stanček, Milan Maršalka, Zvolenský, Andrášek
- Zbrojovka Židenice Brno: Šimáček, Novák, Roman, Lefner, Badal, Z. Chlup, J. Chlup, Nečas, Procházka, Touš, Gajdůšek
- ČSD Kolín: Fučík, Picek, Hák, Petráň, Linke
- Dynamo Košice: Novabilský, Škultéty, Smolen, Paulíny, Liba, Hegyessi, Černý
- Železničáři Praha: Pražan, Nevečeřal, Stárek, Piškora, Styksa
- Dynamo Slavia Praha: Zdeněk Rylich, Douša, Bažil, Z. Kumstát, J. Kumstát
- Staropramen Praha: Perlík, Zbuzek, Pražák, Malý, Doskočil
- Kovo Petržalka Bratislava: Jedlovský, F. Stanček, Pekník, Šesták, Srnánek, Kopal, Frúhwald

## Zajímavosti
- Mistrovství světa v basketbalu mužů 1950 (Buenos Aires), Argentina, v listopadu 1950. Konečné pořadí: 1. Argentina, 2. USA, 3. Chile, 4. Brazílie. Družstvo mužů Československa se nekvalifikovalo.
- Mistrovství Evropy v basketbale mužů v květnu 1951 se konalo ve Francii (Paříž) za účasti 18 družstev. Mistrem Evropy byl Sovětský svaz, který ve finále porazil Československo 45:44, když o výsledku rozhodl trestný hod v závěru  utkání.[1]. Účast a body za Československo ve finálovém utkání: Ivo Mrázek 16, Šíp 10,  Kozák 6, Škeřík 5, Nebuchla 4, Novák 2, Matoušek 1. Na 3. místě skončila Francie. Československo na ME 1951 hrálo v sestavě: Ivo Mrázek 137 bodů /8 zápasů, Jan Kozák 100 /8, Jaroslav Šíp 88 /7, Miloš Nebuchla 49 /6, Miroslav Škeřík 25 /8, Jiří Matoušek 3 /7, Miroslav Baumruk 14 /6, Zdeněk Bobrovský 11 /3, Jiří Baumruk 8 /3, Arnošt Novák 6 /6, Karel Sobota 2 /1, Zdeněk Rylich, Stanislav Vykydal, Justin Zemaník,  celkem 463 bodů v 8 zápasech (5-3), Trenér: Josef Andrle.
- Sokol Brno I. od sezóny 1945/46 v řadě do sezóny 1950/51 získal šest titulů mistra Československa, šestý byl v ročníku 1950/51.